# Шумейко, Дмитрий Петрович
Дмитрий Петрович Шумейко (род. 5 сентября 1965, Ленинград) — российский актёр, режиссёр, певец (баритон), музыкант, представитель артистической династии. Лауреат международных конкурсов и фестивалей русского романса. Почетный работник культуры города Москвы.
Окончил ЛГИТМиК (СПГАТИ) — актёрское отделение (1988 г.), режиссура (1995 г.). С 1999 по 2021 гг. - ведущий солист театра Московская оперетта. До приглашения в Московскую оперетту работал в Смоленском театре драмы. Д. Шумейко ведет активную творческую деятельность, выступая со своими постановками и концертными программами во многих городах России и за рубежом.

## Биография
Дмитрий Петрович Шумейко родился 05 сентября 1965 г. в Санкт-Петербурге в музыкальной театральной семье.
Отец — Петр Дмитриевич Шумейко (6.09.1945, Ленинград — 16.01.1999, Смоленск), актёр, режиссёр. Работал актёром в Тамбовском драматическом, Ленинградском Малом, Тульском театрах. Режиссёрскую деятельность начал в Чите, затем — главный режиссёр театров в г. Советске Калининградская область (1986—1991 г.г.) и в Смоленске (1991—1999 г.г.).
Мать — Елизавета Корнеевна Зима (30.05.1945, Ленинград — 14.04.2025), актриса, певица, Заслуженная артистка РФ (1997). Работала вместе со своим мужем. После смерти супруга до сентября 2011 г. играла на сцене смоленского драматического театра.
Родители оба пели, исполняли русские и цыганские романсы, имели музыкальное образование и первоначально работали в оперетте, но затем ушли в драму. Детство Дмитрия прошло в атмосфере театра и городского салонного и цыганского романса. Отец — потомственный гитарист и исполнитель романсов, с детских лет привил сыну любовь к музыке и гитаре. Дмитрий рано научился подпевать матери — певице Елизавете Зиме. Со сцены запел лет в десять, подыгрывая себе на семиструнной гитаре. С романсами начал выступать, когда исполнилось семнадцать.
На театральную сцену Дмитрий Шумейко впервые вышел в 10 лет в роли пажа в спектакле «Собака на сене» — произносил всего одну фразу, играя пажа, но уже вскоре репетировал большую роль в пьесе «Святая святых» Иона Друцэ. Правда, сыграв на генеральной, уехал вместе с родителями в Советск — куда отца пригласили главным режиссёром драматического театра.

## Образование
Своё образование Д. Шумейко начал а 1972 году в гимназии № 295 в Санкт-Петербурге, где проучился до 1976 года. Затем семья переехала в Тулу, и заканчивать обучение пришлось уже там.
В 16 лет окончив школу, Дмитрий в 1982 г. поступил в ЛГИТМИК в Санкт-Петербурге на драматический Факультет по специальности — актёр музыкальной комедии. Однако в 1984 году он был призван на службу в армию, где отслужил 2 года в Выборге в артиллерийских войсках. Демобилизовавшись, восстановился в институте, но уже на курс Заслуженной актрисы России Ларисы Малеванной. Параллельно с занятиями в институте работал в эстрадном театре «Буфф», потом в театре «Бенефис» у Михаила Боярского. Вместе со своей семиструнной гитарой много ездил по стране с концертами.
В 1993 году продолжил обучение в том же вузе (уже СПГАТИ), получив в 1995 году второе высшее образование и режиссёрскую квалификацию.

## Общественная деятельность
Дмитрий Шумейко является членом Правления ЦДРИ. А также одним из организаторов и постоянным участником Московского фестиваля творчества людей с особенностями психического развития "Нить Ариадны"
За большую и постоянную общественную деятельность Дмитрию Шумейко присвоено Звание "Почётный работник культуры города Москвы".

## Профессиональная деятельность — Театр
Актёр Дмитрий Шумейко сыграл в театре более 50 ролей в спектаклях различных жанров: драме, опере, музыкальной комедии и даже в балете. Д. Шумейко — актёр разноплановый. Ему равно удаются как серьёзные драматические, так и комические роли.
- Театр «Буфф» — 1987 г.
- Театр «Бенефис» М. Боярского — 1989 г.
- Смоленский академический театр драмы — 1991—1999

Особую роль в судьбе Д. Шумейко сыграл Смоленский драматический театр, куда его отца — Петра Шумейко — пригласили в качестве главного режиссёра. Он поставил там рок-оперу «Капитанская дочка» на музыку Валерия Бровко. Но не было актёра на роль Гринева. Пётр Дмитриевич с трудом уговорил сына приехать и сыграть. Дмитрий сыграл и остался в Смоленске. Работая в смоленском театре, молодому актёру удалось раскрыть свои актёрские и музыкальные дарования. Дмитрий был занят во всём репертуаре театра. Здесь же состоялся его дебют как режиссёра в 1995 году — водевиль «Кто брат, кто сестра» по Грибоедову и Вяземскому, где сам потом сыграл. За пять лет в Смоленске поставил семь спектаклей, один из которых — «Дорогая Памелла» — долгое время был в репертуаре театра.
```
Роли в Смоленске:
```

- Рок-опера «Капитанская дочка» — Пётр Гринёв
- «Достоевский в гостях у Глинки» (Д. Шумейко) — Глинка
- Опера-водевиль Вяземского-Грибоева-Верстовского «Кто брат, кто сестра» — Брат
- «Кармен» — Хосе
- Водевиль «Медведь» — Медведь
- «Бременские музыканты» — Трубадур.

Режиссёрские постановки:
- «Кто брат, кто сестра» — опера-водевиль Вяземский — Грибов-Верстовский,
- «Достоевский в гостях у Глинки» — Д. Шумейко
- «Дорогая Памелла» — Дж. Патрик

Здесь же в Смоленске была организована семейная музыкальная гостиная «Рождество в семье Шумейко», где все члены артистической династии исполняли романсы для жителей города в Рождественские праздники. Гостиная просуществовала с 1991 г. вплоть до Рождества 2011 г.
С уходом из жизни П. Д. Шумейко (1999 г.), атмосфера в театре сильно изменилась. Дмитрий решил попытать счастья в столице. И скоро последовало приглашение в Московскую оперетту.
- Государственный академический театр Московская оперетта (с 1999 по 2021 гг.)

В 1999 г. Д. Шумейко, минуя стажерскую группу, был сразу зачислен в труппу театра. Через два месяца он успешно дебютировал в «Холопке» Н. Стрельникова.
Ему присущи: не столь часто встречаемый в оперетте талант драматического актёра, умение петь, танцевать, а также чувство юмора, что крайне необходимо в веселом жанре.
С 1999 по 2021 гг. Дмитрий Петрович Шумейко — ведущий солист театра Московская оперетта. Он был занят во многих репертуарных и гастрольных спектаклях. Им сыграно более 20 различных ролей в разных постановках среди которых:
- Доходное место (мюзикл) (Г.Гладков - А. Островский, Ю. Ким) - Досужев (премьера 23.02.2019 г.)
- Моя прекрасная леди (мюзикл) - Альфред Дулиттл (ввод в спектакль 07.09.2018 г.)
- Цыганский барон (И. Штраус) — Барон Корнеро (премьера 14.06.2018 г.)
- Фанфан-тюльпан (А. Семёнов) — сержант Фьерабра (премьера 2012 г.)
- Летучая мышь (И. Штраус) — Фальк (премьера 2015 г.)
- Золушка (А. Семёнов) — Лесничий
- Фиалка Монмартра (И. Кальман) — Фраскатти (премьера 2015 г.)

Гастрольные:
- Укрощение строптивой (Уи́льям Шекспи́р) - Петруччо (Премьера 12.05.17)
- Мистер Икс (Принцесса цирка) И. Кальман — Мистер Икс
- Моя прекрасная леди Ф.Лоу — Генри Хиггинс
- Летучая мышь И. Штраус — Айзенштайн, Директор тюрьмы.
- Сильва И. Кальман — Ферри, Бонни
- Крепостная актриса Н.Стрельников — Никита
- Севастопольский вальс К. Листов — капитан Д. Аверин
- Сильва И. Кальман — Эдвин

Прошлые:
- Grand канкан
- Сильва (И. Кальман) — Мишка
- Вольный ветер мечты. Джаз-фантазия. Музыка: И. Дунаевский Либретто и стихи: либретто Ж. Жердер, стихи советских поэтов Режиссёр-постановщик: Ж. Жердер — Оператор (премьера 22.02.2015)
- Графиня Марица (И. Кальман) — Популеску (премьера 2011 г.)
- Хелло, Долли! (Дж. Хермана) — Горас Вандергельдер (премьера 2010 г.)
- Весёлая вдова (Ф. Легар) — Граф Данило (премьера 2006 г.)
- Летучая мышь (И. Штраус) — Орловский
- Сильва (И. Кальман) — Мишка
- Большой канкан
- Весёлая вдова (Ф. Легар) — Граф Данило (1999 — премьера)
- Фиалка Монмартра (И. Кальман) — Марсель
- Катрин А. Кремер — Лефевр (2009)
- Маугли Р. Киплинг — Балу (2006)
- Холопка Н.Стрельников — Никита (2000)
- Парижская жизнь Ж. Оффенбах — Князь
- Сильва И. Кальман — Мишка (2000)
- Принцесса цирка (И. Кальман)  — Директор цирка (2001)
- Катрин А. Кремер — Канувиль (2006)

и многие другие.
В сентябре 2021 года Д.П. Шумейко принял решение уйти из театра "Московская оперетта" и продолжить сольную творческую карьеру. Он также продолжает ставить спектакли и играет в антрепризе.
В Москве Дмитрий Шумейко продолжает и свою режиссёрскую деятельность. Им поставлены спектакли:
- «Летучая мышь» (И. Штрауса) 2009 г.
- «Мистер Икс» (И. Кальмана) 2010 г.
- «Севастопольский вальс» (К. Листова) 2012 г.[21][22]
- Укрощение строптивой (Уи́льям Шекспи́р). Премьера 12.05.17. г. Домодедово ДК «Авиатор»[23].
- Новогодний детский спектакль "Баба Яга против? Спасём Новый год!" Премьера 25.12.20. КЗ Измайловский, Г. Москва.
- Проделки Ханумы (А. Цагарелли и Г. Канчели).  Премьера 04.03.21. г. ДК "Алюминщик" г.Новокузнецк [24].

Всего Дмитрием Шумейко поставлено около 20-ти спектаклей.
Наиболее яркие образы, созданные Д. Шумейко:
- Пётр Гринёв в рок-опере «Капитанская дочка»,
- Граф Данило в оперетте «Весёлая вдова»[25][26][27].
- Горас Вандергельдер в мюзикле «Хелло, Долли!»[28][29],
- Сержант Фьерабра — опереттомюзикл «Фанфан-тюльпан»[30][31][32].
- Мистер Икс в одноимённой оперетте[33][34].
- Никита в оперетте «Холопка»

Концерты:
- Творческий вечер театра «Московская оперетта»  ЦДА, 02.04.2004.
- Романс в оперетте (ЦДРИ) 2008 г. (также выступил в качестве режиссёра концерта)
- участие в юбилейном вечере композитора А. Л. Кремера 2008 г.
- участие в юбилейном концерте 80-летие Т. И. Шмыги 2009 г.
- Цикл концертов с Т. Шмыгой 2008—2009 гг.
- Цикл концертов с Е. Ионовой 2012 г.
- участие в памятном юбилейном концерте 85-летие Т. И. Шмыги 27.01.2014 г.
- участие в юбилейном концерте «Дуэт на все времена» 70-летие народных артистов Российской Федерации С. Варгузовой и Ю. Веденеева. 19.03.2015 г.
- участие в юбилейном концерте «Оперетта навсегда» 80-летие народного артиста Российской Федерации Герарда Васильева. 01.10.2015 г.
- участие в памятном концерте, посвящённом народным артистам СССР Т. Шмыге и М. Водяному - Легенды оперетты. 18.11.16. ДК им. Зуева. Москва
- "От Штрауса до Дунаевского" (ЦДУ) 20.01.2017 г. (также выступил в качестве режиссёра концерта)
- Юбилейный концерт театра Московская оперетта, посвящённый 90-летию театра. 24 и 25 ноября 2017 г.
- "Оперетта на все времена"(ЦДУ) 16.11.2018 г. (также выступил в качестве режиссёра концерта)

Телепередачи:
- Триумф оперетты. Телеканал Культура. 10.01.2011
- Юбилейный вечер Татьяны Шмыги 23 января 2009 г.[35]
- Романс в оперетте 20.12.2008
- Татьяна Шмыга. Королева жила среди нас (к юбилею Т. Шмыги) 2008 г.

## Концертная деятельность
Дмитрий Шумейко с 17-ти лет ведёт активную концертную деятельность.
«Романс — это исповедь русской души», — считает Дмитрий Шумейко. Исполнение романсов стало для него призванием и «капризом души» — как называется цикл его сольных концертов.
Концертная программа неоднократно исполняется в Санкт-Петербурге, Москве и области. Как исполнитель романсов Дмитрий Шумейко получает всероссийское признание — его сольные концерты проходят в Смоленске, Туле, Казани, Дзержинске (Нижегородская область), Томске, Иванове, Ярославле, Уфе, Североморске, Саратове, Салехарде, Калининграде, Нижнем Новгороде и многих др. городах. Выступления проходят на самых необычных концертных площадках — круизный лайнер, подводные лодки (в Североморске), атомоход «Ленин».
Начав играть на гитаре в семилетнем возрасте, он не расстаётся с ней и по сей день, аккомпанируя себе практически весь свой репертуар, также владеет и фортепиано.
Шумейко занимает свою нишу в исполнительской культуре городского романса и ретро-лирической песни. Актёрский, драматический, жестокий, цыганский романс — основные направления его музыкального творчества. Вокал Дмитрия — глубокий, характерный для драматического артиста, голос широкого диапазона и тембрового разнообразия. Артист также исполняет и классический репертуар, и эстраду, и цыганскую песню.
Основные концертные программы: русский старинный городской романс, классический русский романс, патриотические песни; песни зарубежных авторов. Особое место в творчестве артиста занимают концертные программы, посвящённые репертуару известных исполнителей отечественной эстрады: А. Вертинского, П. Лещенко, Ю. Морфесси, В. Козина, Л. Утесова, Ф. Шаляпина, В. Сабинина, А. Баяновой, Н. Жемчужного, а также цыганских хоров Москвы и Санкт-Петербурга.
В репертуар артиста входит свыше пятисот песен и романсов: русские старинные бытовые, цыганские и классические романсы, романсы и песни современных российских композиторов, песни русской и зарубежной эстрады первой половины XX века, классические произведения русских и зарубежных композиторов XVII—XX веков, арии из оперетт и оперы, а также романсы и песни собственного сочинения, в том числе на стихи: А. Пушкина, С. Есенина, Л. Куксо.
Большое влияние на формирование репертуара певца оказало сотрудничество с такими известными мастерами жанра, как: з.а.р. А.Титов, з.а.р. В. Пономарёва, з.а.р. Г. Преображенская.
Участник клубов старинных романсов:
- «Хризантема» им. А.Титова (ЦД Актёра им. Яблочкиной)[37]
- «Две гитары» (ЦДРИ)
- «Музыкальный салон» и «Дом романса» Г. Преображенской
- Дом русского романса «Театр романса» Ж. В. Шануровой
- Памяти П. Лещенко

Участник телепередач телеканала «Культура» «Романтика Романса»:
- Романс-ответ — 24.11.2007
- Романсы Б. Прозоровского и Ю. Хайта — 02.10.2008
- Романс в оперетте — 20.12.2008
- Три века любви — Романс и гитара — 20.10.2011
- Эй, ямщик, гони-ка к Яру — 01.05.2012
- Помни обо мне (памяти А. Баяновой) — 27.10.2012

Радиопередач:
- Русское радио 08.12.2006
- Народное радио передача — «Русская мысль в музыке» 2009 г. (цикл передач «Звучит романс»)
- 07.06.2018 – Интервью для программы «Память сердца» на телерадиокомпании «Русский Мир»[39].

Участие в совместных проектах:
Золотой Граммофон — 1997 г.
Гала концерт БКЗ «Октябрьский» — 22 апреля 2000 г. ВЕСНА РОМАНСА.
Цикл концертов «Душа моя — романс» (В. Пономарёвой) ГКЗ «Россия» 2002—2006 гг.
Цикл концертов «Романсиада продолжается» и «Звёзды романсиады» (Г. Преображенской) 1997—2011 гг.
10 мая 2009 г. благотворительная акция в честь Дня Победы «Георгиевская ленточка» ПкиО Сокольники.
Цикл концертов «Снежный романс» с И. Крутовой — 2010 г.
Концерт 5 апреля 2012 г. в Кремле, посвященный 76-годовщине образования Президентского полка.
Московский фестиваль творчества людей с особенностями психического развития "Нить Ариадны" с 2012 г.
1 июля 2012 г. «Музыка и песни старой России» — концерт, посвящённый 114-летию со дня рождения Петра Лещенко.
7 июля 2012 Фестиваль славянского искусства «Русское поле» в Коломенском.
Концерт, посвящённый памяти А. Зацепина, ЦДХ 19.11.14. ЦДУ 21.11.15.
Концерт, посвящённый 70-летию Победы. 09.05.15.
Музыкальный ретро проект "Три плюс два" (Трио и дуэты).ЦДУ с 2015 г.
Клуб "Элегия" - третий концерт цикла "Антология русского романса" - "Цыганская душа русского романса", ЦДУ,  Концерт 20.02.16
Концерт памяти И. Дунаевского «Спасибо, сердце!» 30.01.16 ЦДУ
Концерт 28.11.15 «…Есть что вспомнить, сердце не забыло…»
Памяти Аллы Баяновой ЦДУ. Фонд Культурного наследия Аллы Баяновой.
АРТ-Проект «Мистерия». Центральный Дом журналиста. Концерты «Виват, оперетта!» - Автор сценария, режиссура концерта и участие - Дмитрий Шумейко. С 19 апреля 2016 г.
«Не ищи покоя, сердце!» Концертная программа, посвященная поэтам - песенникам ИГОРЮ ШАФЕРАНУ и ЛЕОНИДУ ДЕРБЕНЕВУ. ЦДУ 05.11.16
Проект "Легенды оперетты" с 18.11.16.
Концерт, посвящённый 110-летию В.Соловьева-Седого. 12.04.17, (ЦДРИ).
«ПРИЗНАНИЕ В ЛЮБВИ» - СЕРАФИМ ТУЛИКОВ. ЕВГЕНИЙ ПТИЧКИН. Концерт-посвящение творчеству незабываемых композиторов России. 29.11.17, ЦДУ.
Концерт "Великие имена прошлого. Романс XX века". 20.04.2018, Санкт-Петербург.
Концерт "Кумиры X века. Юрий Гуляев, Георг Отс". 20.01.2018,ЦДУ.
Посвящение Петру Шумейко. Смоленск, обл. филармония. 16.01.2019. Концерт "Рождество в семье Шумейко". Вечер посвящён 20-летию со дня ухода из жизни Петра Дмитриевича Шумейко (также выступил в качестве режиссёра концерта).
«Рождество в семье Шумейко» (семейный проект) с 1991 г.
С 2009 г. — сольный проект «Каприз души» в ЦДУ и др.

## Авторские произведения
Романсы и песни, написанные Д. Шумейко в том числе на собственные стихи:
- Ещё хоть раз её увидеть (Убитый ею) (на сл. А. Пушкина) 1986 ·
- Я помню день (на сл. Б.Брюсова) 1989  ·
- Смейся (на сл. Я. Ядова) 1990  ·
- Какая ночь (на сл. С. Есенина) 1991  ·
- Подлодка «Смоленск» (на сл. Т. Пономарёвой) 1997  ·
- Смоленский романс (Д. Шумейко) 1998  ·
- Добрый вечер (Д. Шумейко) 2009  ·
- Тайные свидания (Повремени) (на сл. Л. Куксо) 2009  ·
- Весна Победы (Д. Шумейко) 2010  ·
- Гитара звонкая (Д. Шумейко) 2012  ·
- Гимн «Нить Ареадны» (на сл. А. Шмиловича) 2012  ·
- Этот романс, старинный романс (Д. Шумейко) 2014  ·
- Маленький цветок (слова-перевод Д. Шумейко) оригинальное название: «Petite Fleur» Автор музыки — Сидней Беше́ (Sidney Bechet) 2014  ·
- Святая Победа (Д. Шумейко) 2015  ·
- Меня любила ты (на сл. А. Мерзляков) 2017  ·
- Подвеска (Д. Шумейко) 2017  ·
- Бывает (Д. Шумейко) 2018  ·
- Не омрачайте жизнь себе (Д. Шумейко) 2018  ·
- Зажглись вечерние огни (на сл. П. Шумейко) 2018  ·
- Я так хочу тебя обнять (Д. Шумейко) 2019  ·
- Мой друг Липыч (Д. Шумейко) 2019  ·

## Авторские печатные издания
Сборник романсов (Посвящение Петру Шумейко) "Зажглись вечерние огни". Романсы Дмитрия Шумейко. М.: Наука. 2019. С.48. ISBN 978-5-600-02339-0

## Правительственные награды
- Почетный работник культуры города Москвы (Указом Мэра Москвы № 9-УМ от 22.02.2018).
- Почётная грамота Грамота Департамента национальной политики, межрегиональных связей и туризма города Москвы "За активное участие в патриотических мероприятиях, проводимых Правительством Москвы, и в связи с 50-летием со дня рождения". 2015 г. (Вручена 01.03.2016 г.)[40]

## Призы и награды
- Лауреат Всероссийских и Международных конкурсов:[41]:
  - «С любовью к романсу» — 1993 (г. Москва, ЦДА, Клуб «Хризантема»)[42].
  - «Под крышами Санкт-Петербурга» — 1995 (г. Санкт-Петербург).
  - «Романса и цыганской песни им Н. Жемчужного» — 1995 (г. Владимир)[43].
  - «Голоса России» — 1995 (г. Москва).
  - Артистов эстрады (вокальный жанр) — 1995 (г. Санкт-Петербург).
  - «Романсиада-1997» (г. Москва)[44].
- Диплом Международной академии творчества — 2011 (г. Москва).
- Диплом и награда: «Лучший исполнитель романсов» — 2011 (г. Москва, ГУП Женский деловой центр).
- Диплом почётного участника 2-го Международного фестиваля цыганского танца (11-12 июня 2013 г. ВВЦ, Москва)
- Призы зрительских симпатий:
  - «Мистер Шарм» (2011 г.);
  - «Лучший актёр театра» (2012 г. за роль Сержанта Фьерабра в спектакле «Фанфан-Тюльпан»)
  - «Приз зрительских симпатий» (2013 г. за лучшее исполнение роли графа Данило в спектакле «Весёлая вдова»)
- 2000 г. — Номинация фестиваля «Московские дебюты» Сезон 1999—2000 г. — Лучшая роль в музыкальном театре — партия князя Батурина в спектакле «Холопка» и партия князя Орловского в спектакле «Летучая мышь» театра «Московская оперетта»[45].

## Дискография
- Сборник (CD) «Звёзды романсиады 1997—2003» (2003 г.)
- Сборник (CD) «Звёзды романсиады 1997—2006» (2006 г.)
- Сборник (DVD) Романтика романса. Театр «Московская оперетта» (2008 г.)
- DVD Дмитрий Шумейко. «Каприз души» (2009 г.)
- Мюзикл «Золушка» (DVD)
- (CD) Дмитрий Шумейко. Весна Победы — «Спасибо Деду за победу!» (Апрель 2015 г.)
- (CD) Дмитрий Шумейко. "Тайные свидания" (Май 2017 г.)
- (CD) Елизавета Зима. «Не спугни очарованье...» (Май 2017 г.)
- (CD) Дмитрий Шумейко. «Зажглись вечерние огни».Романсы Дмитрия Шумейко. (Август 2019 г.)
- (CD) Дмитрий Шумейко. "Жизнь в оперетте". (июнь 2020 г.)